# Wapen van Lonneker

Het wapen van Lonneker

Het wapen van Lonneker werd op 1 november 1898 per Koninklijk Besluit door de Hoge Raad van Adel aan de Overijsselse gemeente Lonneker toegekend. Vanaf 1 mei 1934 is het wapen niet langer als gemeentewapen in gebruik omdat de gemeente Lonneker opging in de gemeente Enschede. 

## Blazoenering
De blazoenering van het wapen luidt als volgt:
In zilver een dwarsbalk van keel, beladen met een vijfhoekige schans van goud.

## Verklaring

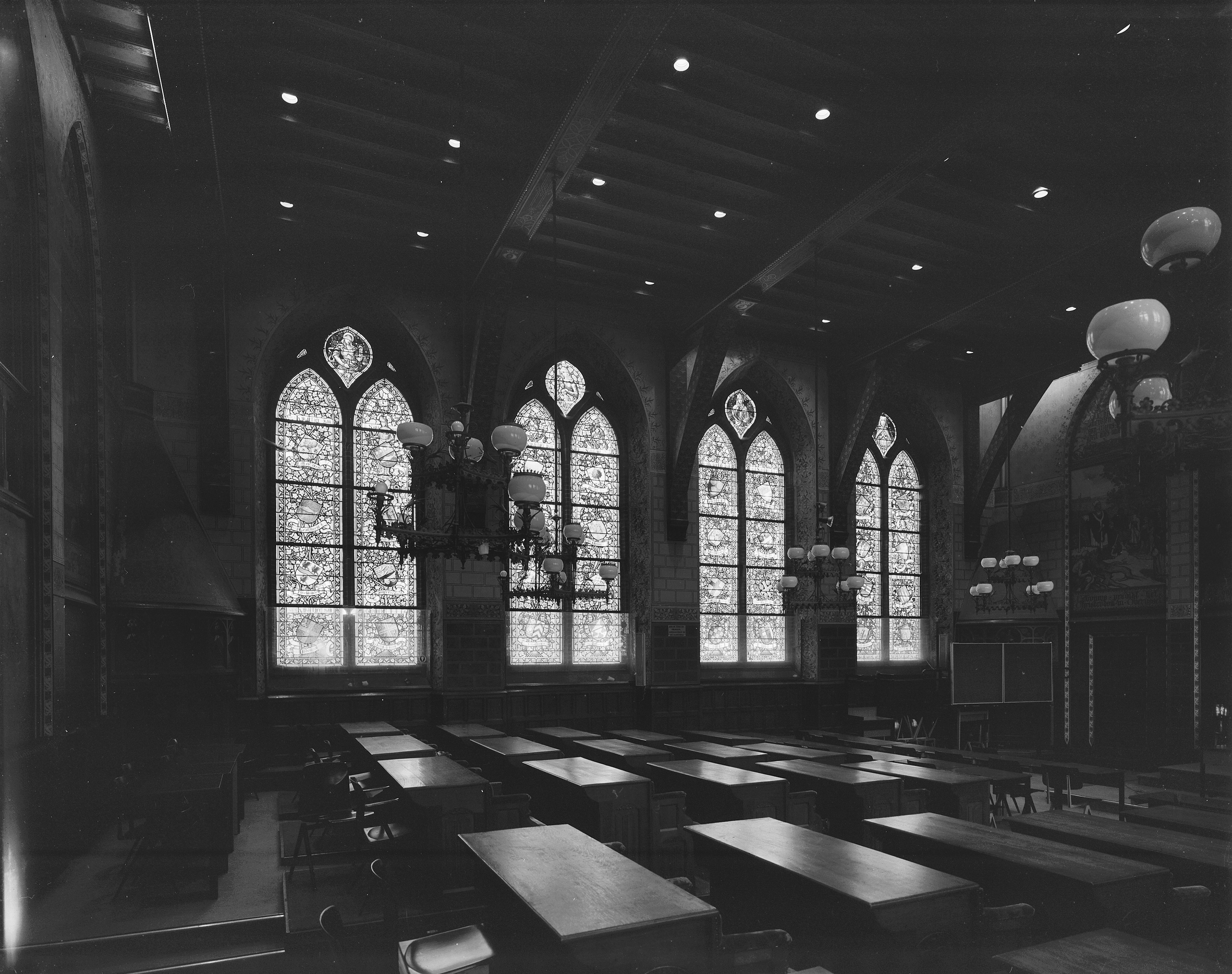
De glas in loodramen in het voormalige provinciehuis in Zwolle

De bouw van een nieuwe vergaderzaal voor de Staten van Overijssel eind 19e eeuw, waarin wapens van gemeenten opgenomen zouden worden in de ramen, leidde tot een aanvraag van een eigen wapen. De vijf hoeken van de schans kunnen verwijzen naar de vijf marken waaruit Lonneker was samengesteld: Lonneker, Driene, Twekkelo, Usselo en Esmarke.
Ambt Almelo
· Ambt Delden
· Ambt Hardenberg
· Ambt Ommen
· Ambt Vollenhove
· Avereest
· Bathmen
· Blankenham
· Blokzijl
· Brederwiede
· Den Ham
· Denekamp
· Diepenheim
· Diepenveen
· Genemuiden
· Giethoorn
· Goor
· Grafhorst
· Gramsbergen
· Hasselt
· Heino
· Holten
· IJsselham
· IJsselmuiden
· Kamperveen
· Kuinre
· Lonneker
· Markelo
· Nieuwleusen
· Noordoostpolder
· Oldemarkt
· Olst
· Ootmarsum
· Rijssen
· Stad Almelo
· Stad Delden
· Stad Hardenberg
· Stad Ommen
· Stad Vollenhove
· Steenwijk
· Steenwijkerwold
· Urk
· Vollenhove
· Vriezenveen
· Wanneperveen
· Weerselo
· Wijhe
· Wilsum
· Zalk en Veecaten
· Zwartsluis
· Zwollerkerspel